# 南布魯克菲爾德 (紐約州)
南布魯克菲爾德（英語：South Brookfield）是位於美國紐約州麥迪遜縣的非建制地區。

## 歷史
南布魯克菲爾德的郵局於1826年設立，其後於1905年停運。

## 地理
南布魯克菲爾德所處的海拔為高於海平面365米（即1198英呎），而該地所採用的時區為UTC-5，即北美东部时区（EST）。同時該地設有夏令時間，為UTC-5調快一小時，即UTC-4（EDT）。